# 禹東測
禹東測（ウ・ドンチュク、1939年 - ）は、朝鮮民主主義人民共和国（北朝鮮）の軍人、政治家。朝鮮人民軍大将。

## 略歴
1939年生まれ。2009年4月に朝鮮民主主義人民共和国国防委員会国防委員となる。2010年9月の第3回党代表者大会で朝鮮労働党中央軍事委員会の委員になる。また2011年12月に金正日が死去した後は、国家安全保衛部第一副部長として、金正覚 朝鮮人民軍総政治局第一副局長（当時）、趙慶喆（チョ・ギョンチョル）朝鮮人民軍保衛司令官（当時）と共に新たに発足する金正恩体制を固めるために大規模な粛清を行い、「死の3人組」として恐れられたと言う。2012年4月13日に行われた第12期最高人民会議第5回会議では、それまでのメンバーのうち唯一人だけ国防委員のリストには載せられず、解任された、張成沢に職を追われ粛清された、若しくは自殺させられたとも言われていたが、2013年7月27日の戦勝記念日パレードに参加し健在を示した。